# Marijonas Mikutavičius

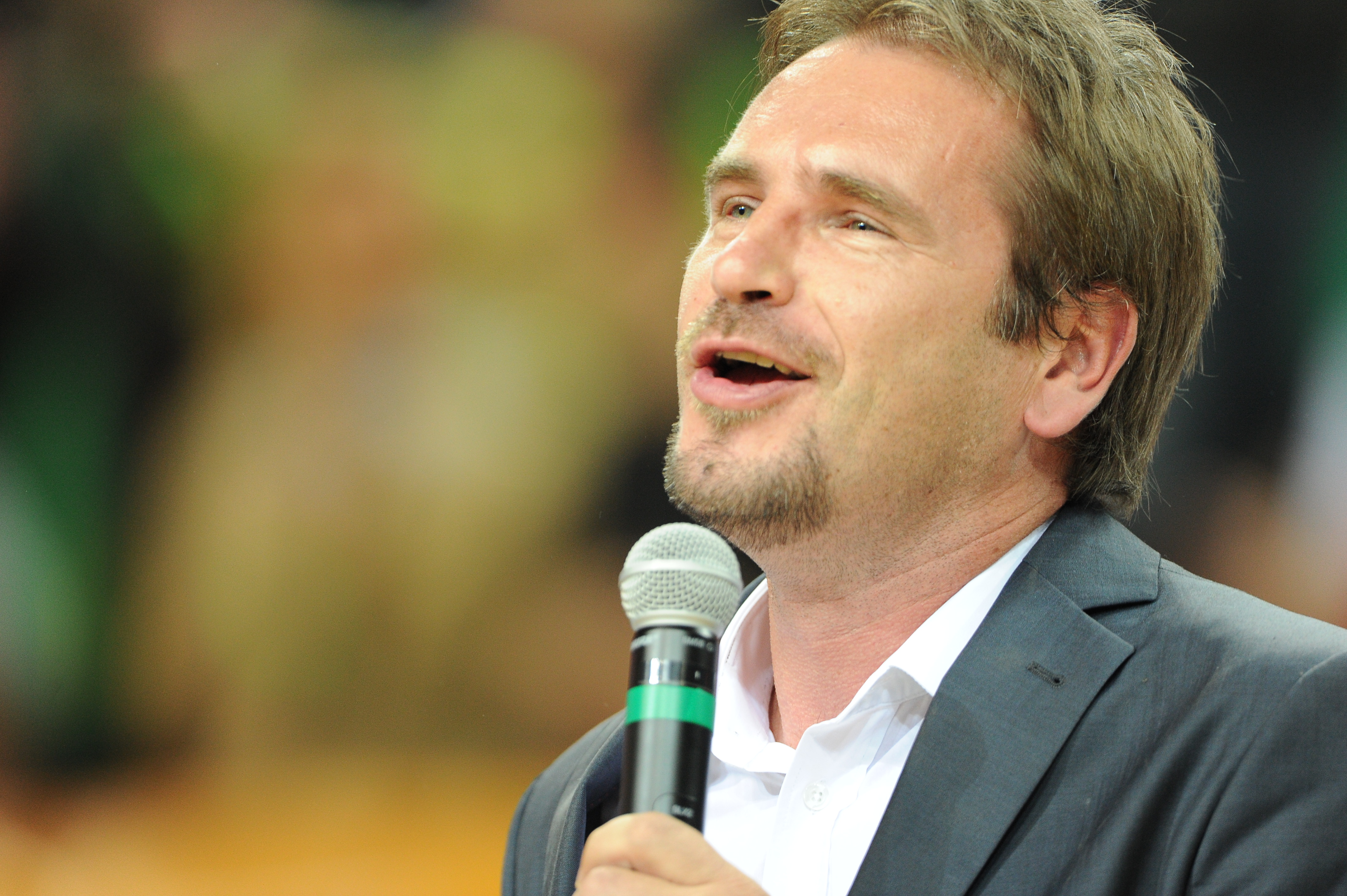
Marijonas Mikutavičius

Marijonas Mikutavičius (* 19. April 1971 in Lazdijai) ist ein litauischer Sänger, Musiker und Songwriter, Fernsehjournalist und Talkmaster aus Vilnius. Er ist bekannt für seine litauische Basketball-Hymne Trys Milijonai (2000) sowie den offiziellen Eurobasket 2011-Song Celebrate Basketball und für die Vertretung seines Landes beim Eurovision Song Contest 2006 mit der Band LT United.

## Leben

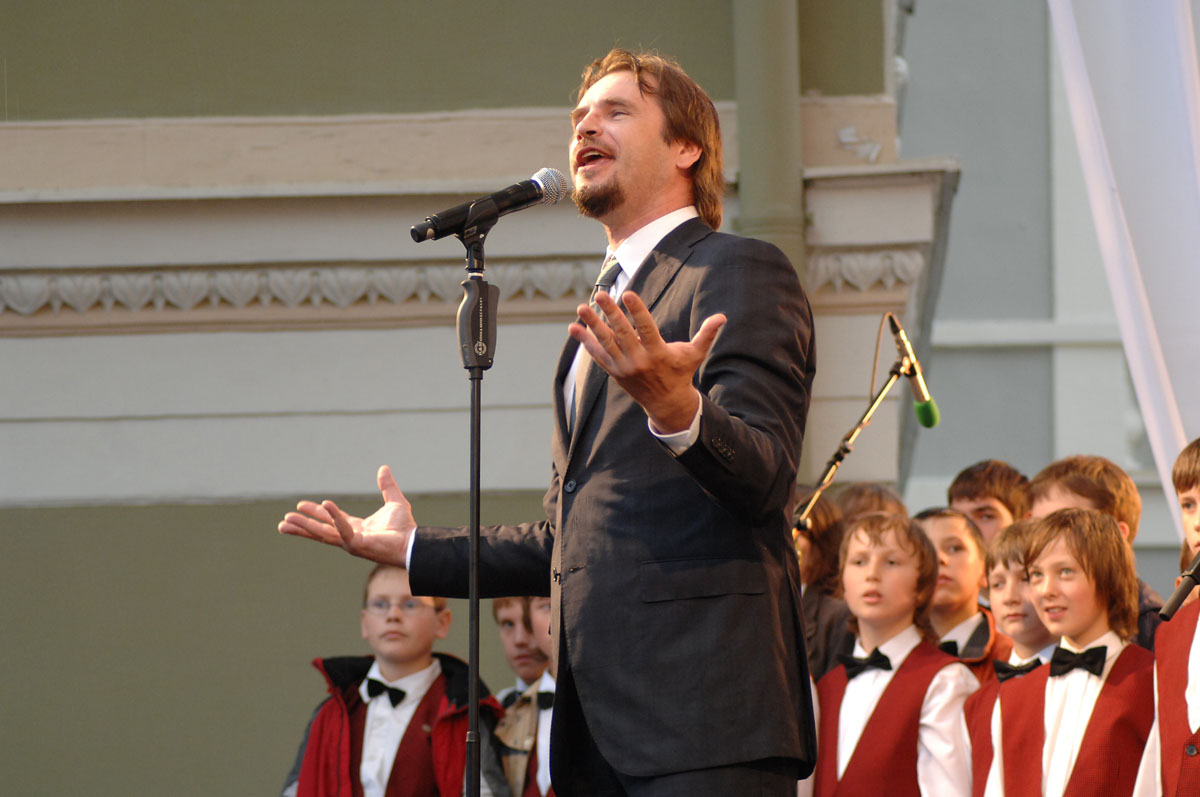
Mit dem Knabenchor Ąžuoliukas, Präsidentenpalast 2009

Im Alter von neun Jahren zog Mikutavičius mit der Familie nach Vilnius. Nach dem Abitur an der 54. Mittelschule in Justiniškės  absolvierte er 1994 ein Studium der Journalistik an der Fakultät für Kommunikationswissenschaften der Universität Vilnius.
Während seines Studiums an der Universität arbeitete Mikutavičius für Zeitschriften, Zeitungen (wie Vakaro žinios („Abendnachrichten“) und die Tageszeitung „Lietuvos rytas“), als Reporter für das Litauische Fernsehen (LTV). Außerdem spielte er in der Rockband Bovy, tourte durch Europa und sang in den skandinavischen Ländern, Deutschland und Osteuropa und gewann Anerkennung als der beste Sänger auf dem lettischen Musikfestival Liepājas Dzintars in  Liepāja im Jahr 1995.
Mikutavičius ist der Autor einer Reihe von Hits, die an der Spitze der Charts in Litauen standen. Als Autor des populären Liedes Trys Milijonai wurde er Bravo-2000-Musik-Preisträger (Bravo ist ein litauisches Analogon der BRIT Awards, nominiert von der Musikindustrie).
Mikutavičius ist Autor der Basketball-Hymne „Nebetyli Sirgaliai“ (2011), Hymne von BC Lietuvos Rytas Vilnius.

## Familie
Mikutavičius ist  mit der 16 Jahre jüngeren Stylistin und Modedesignerin Ieva Daugirdaitė (* 1987) liiert und hat mit ihr einen Sohn (* 2016).

## Diskografie
Alben
- Bovy su Marijonu (1997)
- Pasveikinkit vieni kitus (Intervid) (2004)
- Baigėme mokyklą (Promostar) (2008)
- Lengvas būdas mesti klausytis (2014)

Singles
- Trys milijonai (Tangomanija records) (2000)
- Bliamba, juk aš tave myliu (Bomba records) (2002)

## Auszeichnung
- 2014: Orden für Verdienste um Litauen[5]